# Роот, Андрей Валерьевич
Андрей Валерьевич Роот (род. 12 апреля 1978) — председатель Курганского областного суда (с 2022).

## Биография
Андрей Валерьевич Роот родился 12 апреля 1978 года.
В 2000 году окончил Тюменский юридический институт МВД России по специальности «юриспруденция».
До назначения судьей работал в УВД города Кургана, прокуратуре города Кургана и Курганской области, в Курганской областной коллегии адвокатов.
С октября 2004 ода. по январь 2010 года был судьей Курганского городского суда Курганской области,
С января 2010 года был судьей Курганского областного суда. 
С января 2014 года — председатель судебного состава судебной коллегии по уголовным делам Курганского областного суда по рассмотрению уголовных дел по первой инстанции.
С 2016 года — заместитель председателя Курганского областного суда.
Указом Президента Российской Федерации от 06 октября 2004 года № 1287 назначен судьей Курганского городского суда.
Указом Президента Российской Федерации от 21 февраля 2008 года № 219 назначен судьёй Курганского городского суда.
Указом Президента Российской Федерации от 02 декабря 2009 года № 1372 назначен судьей Курганского областного суда.
Указом Президента Российской Федерации от 23 мая 2016 года № 241 назначен заместителем председателя Курганского областного суда на 6-летний срок полномочий.
Указом Президента Российской Федерации от 10 июня 2022 года № 364 назначен заместителем председателя Курганского областного суда на 6-летний срок полномочий.
Приказом Верховного Суда Российской Федерации от 1 июля 2022 года № 90КД/56 возложено осуществление полномочий председателя Курганского областного суда с 23 июля 2022 года.
Указом Президента Российской Федерации от 07 декабря 2022 года № 892 назначен председателем Курганского областного суда на 6-летний срок полномочий.
Имеет второй квалификационный класс.

## Награды
- Знаком отличия Судебного департамента при Верховном Суде Российской Федерации «За усердие» I и II степени
- Медаль «150 лет судебной реформы в России»
- Медалью «20 лет Судебному департаменту при Верховном Суде Российской Федерации»
- Почётная грамота совета судей Курганской области
- Благодарность совета судей Курганской области
- Благодарность полномочного представителя Президента Российской Федерации в Уральском федеральном округе
- Благодарственное письмо Курганской областной Думы.